# Långetjärnen (Töftedals socken, Dalsland, 654462-126418)
Långetjärnen är en sjö i Dals-Eds kommun i Dalsland och ingår i Enningdalsälvens huvudavrinningsområde.